# Дорофей (Мурдзукос)
Епи́скоп Дорофе́й (греч. Επίσκοπος Δωρόθεος, в миру Констанди́нос Мурдзу́кос греч. Κωνσταντίνος Μουρτζούκος; род. 22 ноября 1947, Мегара) — архиерей Элладской православной церкви, епископ Элефсинский (с 2009), викарий Мегарской и Саламинской митрополии.

## Биография
Родился 22 ноября 1947 года в Мегара, в Греции.
Окончил богословский институт Афинского университета.
В 1972 году митрополитом Никейским Георгием (Павлидисом) был рукоположен в сан диакона и служил в церкви святого Николая в Никее. В 1973 году тем же митрополитом был рукоположен в сан пресвитера и назначен проповедником от Священного синода Элладской православной церкви. В марте 1976 года включён в клир Мегарской и Саламинской митрополии и назначен священнослужителем Успенского кафедрального собора города Мегары. Также служил секретарём митрополичьего совета, эпитропом Мегары, а с 2000 года — протосинкеллом митрополии. Отвечал за издание епархиального журнала «Ο λόγος του Σταυρού» и с 1977 по 1986 год преподавал в средней школе.
14 октября 2009 года решением Священного синода иерархии Элладской православной церкви был избран (51 голосом из 71 избирателя) для рукоположения в сан епископа Элефсинского, викария Мегарской и Саламинской митрополии (архимандрит Тимофей (Лаиверос) — 5 голосов, архимандрит Симон (Димойеронтас) — ? голос; 14 бюллетеней были пустыми и 1 недействительный).
22 октября 2009 года в Успенском кафедральном соборе в городе Мегара состоялась его архиерейская хиротония.